# Tylencholaimus congestus
Tylencholaimus congestus är en rundmaskart som beskrevs av Loof och Jairajpuri 1968. Tylencholaimus congestus ingår i släktet Tylencholaimus och familjen Dorylaimidae. Inga underarter finns listade i Catalogue of Life.